# Прехрамбено-угоститељска школа Чачак
Прехрамбено-угоститељска школа Чачак је образовно-васпитна установа у Чачку. 

## Историјат школе[1]
Име школе први пут је поменуто 15. априла 2003. године у Службеном гласнику Републике Србије. Наведено је да је основана Прехрамбено-угоститељска школа у Чачку са подручјима рада:
- туризам и угоститељство
- хемија, неметали и графичарство и
- производња и прерада хране

Изградња објекта за Прехрамбено-угоститељску школу започета је у јуну 2005 године. Пројекат школе урадио је Душан Вуловић( предузеће ДАМ инжењеринг из Чачка), а реализовао га је Холдинг предузеће “ Ратко Митровић“ Београд. Камен темељац положен је 14.06.2005. године.
Дана 27. јануара 2006. године уз пригодну свечаност прослављен је почетак рада Прехрамбено-угоститељске школе у сопственој згради.
Оснивање школе је покренуо протест родитеља ученика који су уписани у школу у другом округу, а представници локалне самоуправе и Актив директора средњих школа су подржали иницијативу о оснивању школе у Чачку.

## Организација рада[3]
Школа се налази у самосталном објекту. Настава се одвија у 14 учионица. Школа има опремљена два информатичка кабинета, кабинет за компјутерску графику, кабинет за графичко обликовање, високу штампу и равну штампу. Затим, три специјализована кабинета за прехрамбену технологију, кабинет за физичку хемију, кабинет за машине и апарат и лабораторија за хемију.
Школа има своју спортску дворану, ђачки ресторан и кабинет за услуживање. Такође, школа посједује своју библиотеку и медијатеку. Практична настава се реализује у властитим радионицама. На располагању ученицима је и школско двориште које обухвата површину од 1,18 хектара.

## Образовни профили
Наставне/научне области и занимања
Туризам и угоститељство
- Угоститељски техничар[4]
- Туристичко-хотелијерски техничар[5]

Хемија, неметали и графичарство
- Техничар за заштиту животне средине[6]
- Техничар за графичку припрему[7]

Производња и прерада хране
- Прехрамбени техничар[8]
- Посластичар[9]
- Кувар[10]